# Estados Unidos nos Jogos Olímpicos de Verão de 1972
Os Estados Unidos da América competiram os Jogos Olímpicos de Verão de 1972 em Munique, que na época fazia parte da Alemanha Ocidental. Ficaram em segundo lugar no ranking geral, com 33 medalhas de ouro.

## Medalhas
| Atleta        | Esporte   | Evento          | Medalha |
| ------------- | --------- | --------------- | ------- |
| Robert Taylor | Atletismo | 100 m masculino | Prata   |

## Desempenho

### Atletismo
Masculino
| Atleta        | Evento     | Preliminar | Preliminar | Quartas-de-final | Quartas-de-final | Semifinal   | Semifinal   | Final       | Final            |
| Atleta        | Evento     | Marca      | Posição    | Marca            | Posição          | Marca       | Posição     | Marca       | Posição          |
| ------------- | ---------- | ---------- | ---------- | ---------------- | ---------------- | ----------- | ----------- | ----------- | ---------------- |
| Robert Taylor | 100 metros | 10s32 Q    | 1º/bat. 12 | 10s16 Q          | 2º/bat. 2        | 10s30 Q     | 1º/bat.2    | 10s24       | Medalha de prata |
| Rey Robinson  | 100 metros | 10s56 Q    | 1º/bat. 6  | DNS              | DNS              | Não avançou | Não avançou | Não avançou | Não avançou      |
| Eddie Hart    | 100 metros | 10s47 Q    | 1º/bat. 11 | DNS              | DNS              | Não avançou | Não avançou | Não avançou | Não avançou      |